# OpenSea
OpenSea là thị trường lớn nhất thế giới cho Non-fungible token. Nó được thành lập vào ngày 20 tháng 12 năm 2017 bởi Devin Finzer và Alex Atallah tại New York. 
Người dùng có thể tạo NFT miễn phí trên OpenSea và cung cấp chúng để mua hoặc đấu giá trực tiếp. OpenSea dựa trên tiêu chuẩn Ethereum ERC-721. Một ví tiền điện tử chẳng hạn như B. Bitski hoặc MetaMask cần thiết. Trong tương lai, giao dịch của NFT không có phí gas và chuyển sang chuỗi khối FLOW đã được lên kế hoạch.
Vào tháng 2 năm 2021, doanh số bán hàng tương đương 95 triệu đô la Mỹ, vào tháng 3 tương đương với 147 triệu đô la Mỹ. (Tính đến tháng 4 năm 2021) hơn 20 triệu tài sản có sẵn trên OpenSea.